# The Innovator's Dilemma
The Innovator's Dilemma: When New Technologies Cause Great Firms to Fail, publicat per primera vegada l'any 1997, és l'obra més coneguda del professor i empresari de Harvard Clayton Christensen. S'amplia el concepte de tecnologies disruptives, un terme que va idear en un article de 1995 Disruptive Technologies: Catching the Wave. Descriu el fenomen, ara conegut amb el títol del llibre: el dilema de l'innovador, que els succeeix a les empreses quan es veuen enfrontades a un cert tipus de canvis tecnològics.
Exposa la manera en què les grans empreses tradicionals perden quota de mercat a conseqüència d'escoltar els seus clients i oferir el que semblen ser els productes de més valor. En canvi, les noves empreses que donen servei a clients de baix valor amb una tecnologia poc desenvolupada poden millorar aquesta tecnologia de manera gradual fins que sigui prou bona per prendre ràpidament quota de mercat dels negocis establerts.

## Contingut
Clayton Christensen demostra com les empreses d'èxit, cal posar èmfasi en aquest punt perquè se centra només en els casos d'empreses reeixides que compten amb una base empresarial sòlida, poden fer-ho tot "correcte" i, així i tot, perdre el seu lideratge en el mercat, o fins i tot fracassar, a mesura que surten nous competidors inesperats i s'apoderen del mercat. Proposa una sèrie de regles, denominades "principles of disruptive innovation", pels gerents o directors de les empreses que els ajudi a valorar quins principis de treball s'han de seguir enfront una situació de tecnologies perjudicials. Christensen exposa que són precisament les pràctiques que duen les empreses al succés, les que poden enfonsar-les.
El dilema en si es presenta arran de la qüestió: com els gerents de les empreses més exitoses i més ben estructurades, davant innovacions tecnològiques plantegen mesures que a curt termini poden semblar la solució correcta, però poden convertir-se en la raó principal de la seva decadència. Així mateix, el problema resideix en l'enfocament que tenen els càrrecs superiors en relació amb la nova tecnologia. En comptes d'aplicar les innovacions als seus clients existents, que no tenen la necessitat de fer-lo servir, a fi d'obtenir bones respostes, és més útil proposar el producte a mercats més petits perquè després es creï la necessitat.

## Treball recent
A causa del seu gran impacte s'han escrit diversos articles, tant de crítica com de suport al treball de Clayton Christensen, en resposta al seu plantejament.
Així és que El dilema de l'innovador no només es va reimprimir, sinó que Christensen va publicar un segon llibre parlant d'aquest fenomen titulat The Innovator's Solution. En ell proposa la manera amb què donar la volta al dilema i no esdevenir perjudicat per ell. Els seus llibres Disrupting Class sobre educació i The Innovator's Prescription sobre l'assistència sanitària utilitzen idees de The Innovator's Dilemma.